# Дуэн, Софи
Софи Дуэн (фр. Sophie Doin), урождённая Мами (фр. Mamy, 1 мая 1800 — 14 декабря 1846) — французская писательница, эссеистка, чьи произведения способствовали возрождению аболиционизма во Франции в 1820-х годах. Она обратила внимание на злоупотребления во французских колониях, в первую очередь на Гваделупе и Мартинике, где рабство продолжалось десятилетиями после провозглашения независимости Гаити в 1804 году. В своих различных произведениях против рабства, особенно в романе La Famille noire, ou la Traite de l’esclavage (Чёрная семья, или работорговля), она привлекала внимание французской общественности к несправедливостям, совершаемым рабовладельческой системой. Она призвала к более гуманному обращению с чернокожими, к отмене работорговли, а также к религиозному и практическому образованию, которое подготовило бы рабов к возможной эмансипации.

## Биография
Софи была единственным ребёнком в богатой парижской семье, правнучка скульптора Николя Жилле. В 1820 году она вышла замуж за врача Гийома-Телля Дуэна, у которого было слабое здоровье и финансовая безответственность. В последние годы их брака возникли конфликты, о которых Дуэн рассказывает в своих автобиографических произведениях. Однако до этого времени Софи и Гийом-Телль работали вместе, чтобы продвигать широкий спектр благотворительных и социальных целей, включая независимость Греции. Они были протестантами, как и другие писатели, выступающие против рабства, в том числе Огюст де Сталь и его мать Жермена де Сталь.
В 1820-х годах, когда во Франции развернулось движение против рабства, Софи и Гийом-Телль были связаны с Société de la morale chrétienne (Обществом христианской морали), которое предоставляло информацию о борьбе с рабством, в основном из источников в Великобритании, где аболиционизм был гораздо более развит, чем во Франции. Члены Société были либералами, которые обычно поддерживали конституционную монархию.

## Литературное творчество
La Famille noire, ou la Traite de l’esclavage — самая значительная аболиционистская работа Дуэн. Написанная в полемическом стиле, La Famille noire опирается на британские источники, чтобы привести доводы в пользу прекращения работорговли и улучшения участи чернокожих, живущих в рабстве. Она обращает внимание на их крепкие семейные узы и способность к образованию. Она выступает за отмену работорговли, хотя и не поддерживает идею полной эмансипации, которую не отстаивали во Франции до 1840-х годов. В своих рассказах „Blanche et noir“ и „Noire et blanc“ она пропагандирует межрасовые браки. Она празднует независимость, обретённую гаитянами в 1804 году, и считает Гаити маяком надежды для чернокожих во всём мире. В рассказе «Негрие», как и в других своих произведениях, Дуэн выражает свое мнение о том, что сочувствие и моральное превосходство женщин отводят им особую роль в борьбе против рабства.

## Память
Софи Дуэн остаётся второстепенной фигурой в истории французской литературы XIX века. Её работы затмевают более известные французские произведения о рабах, в частности «Урика» Клер де Дюра и «Жаргал» Виктора Гюго. Литературные достоинства этих произведений, несомненно, оправдывают то большее литературное внимание, которое они получили. Однако аргументы Дуэн против злоупотреблений рабством гораздо более прямые и обстоятельные, чем их аргументы. Таким образом, её труды заслуживают серьёзного изучения как вклад в историческую летопись французской аболиционистской мысли.

## Избранные труды
- 1825: La Famille noire, ou la Traite de l’esclavage
- 1826: Cornélie, nouvelle grecque, suivie de six nouvelles
- 1831: Cinq Chansons
- 1831: Poésies
- 1832—1833: Théâtre
- 1835: Quelques Pensées d’une femme sincèrement dévouée à la royauté de juillet
- 1836—1838: Le Christianisme, journal populaire
- 1842: Avis au public
- 1842: Simple Mémoire
- 1843: Un Cri de mère
- 1845: Ma Semaine